# Silver Bullet (film)
Silver Bullet is een Amerikaanse-Nederlandse horrorfilm uit 1985, gebaseerd op de Stephen King-novelle Cycle of the Werewolf.

## Synopsis
Een reeks gewelddadige sterfgevallen zaait angst en mysterie in het vreedzame stadje Tarker's Mills. De inwoners beslissen al gauw om een halt toe te roepen aan wat een maniakale moordenaar blijkt te zijn. Na een reeks van maandelijkse, vreemde verdwijningen, wordt een grootse klopjacht opgezet in de bossen om de seriemoordenaar te vinden. De invalide jongen Marty denkt dat deze moorden niet het werk zijn van een mens maar van een weerwolf... Marty en zijn zus Jane beginnen een eigen zoektocht naar deze vreemde moordenaar.

## Rolverdeling
| Acteur           | Personage                |
| ---------------- | ------------------------ |
| Corey Haim       | Marty Coslaw             |
| Gary Busey       | Oom Red                  |
| Megan Follows    | Jane Coslaw              |
| Everett McGill   | Dominee Low              |
| Terry O'Quinn    | Sheriff Joe Haller       |
| Robin Groves     | Nan Coslaw               |
| Leon Russom      | Bob Coslaw               |
| Bill Smitrovich  | Andy Fairton             |
| Kent Broadhurst  | Herb Kincaid             |
| Joe Wright       | Brady Kincaid            |
| Heather Simmons  | Tammy Sturmfuller        |
| James A. Baffico | Milt Sturmfuller         |
| William Newman   | Virgil Cuts              |
| Lawrence Tierney | Owen Knopfler            |
| Sam Stoneburner  | Burgemeester O'Banion    |
| David Hart       | Hulpsheriff Pete Maxwell |
| Wendy Walker     | Stella Randolph          |
| James Gammon     | Arnie Westrum            |